# Рагнхилд Хага
Рагнхилд Хага (на норвежки: Ragnhild Haga; род. 12 февруари 1991) — норвежка ски бегачка, двукратна от Пьонгчанг 2018, многократна световна шампиока сред девойките.
Хага дебютира в Световната купа през март 2010, през февруари 2012 попада за пръв път в тройката в етап от Световната купа, в щафетата.
През 2011 година става двукратна световна шампионка за девойки, а през 2012 става двукратна победителка в световното първенство за младежи и девойки.
Използва ски производени от фирмата Fischer.

## Успехи
Олимпийски игри:
- Шампион (2): 2018

Световно първенство за младежи и девойки:
- Шампион (1): 2011

### Олимпийски игри
| Олимпиада      | Спринт | Отборно спринт | 10 км разделен старт | 7,5+7,5 км 30 км | 30 км масов-старт | Щафета 4 × 5 км |
| -------------- | ------ | -------------- | -------------------- | ---------------- | ----------------- | --------------- |
| 2018 Пьонгчанг | –      | –              | 1                    | 15-о             | 12-о              | 1               |